# گشت دریایی

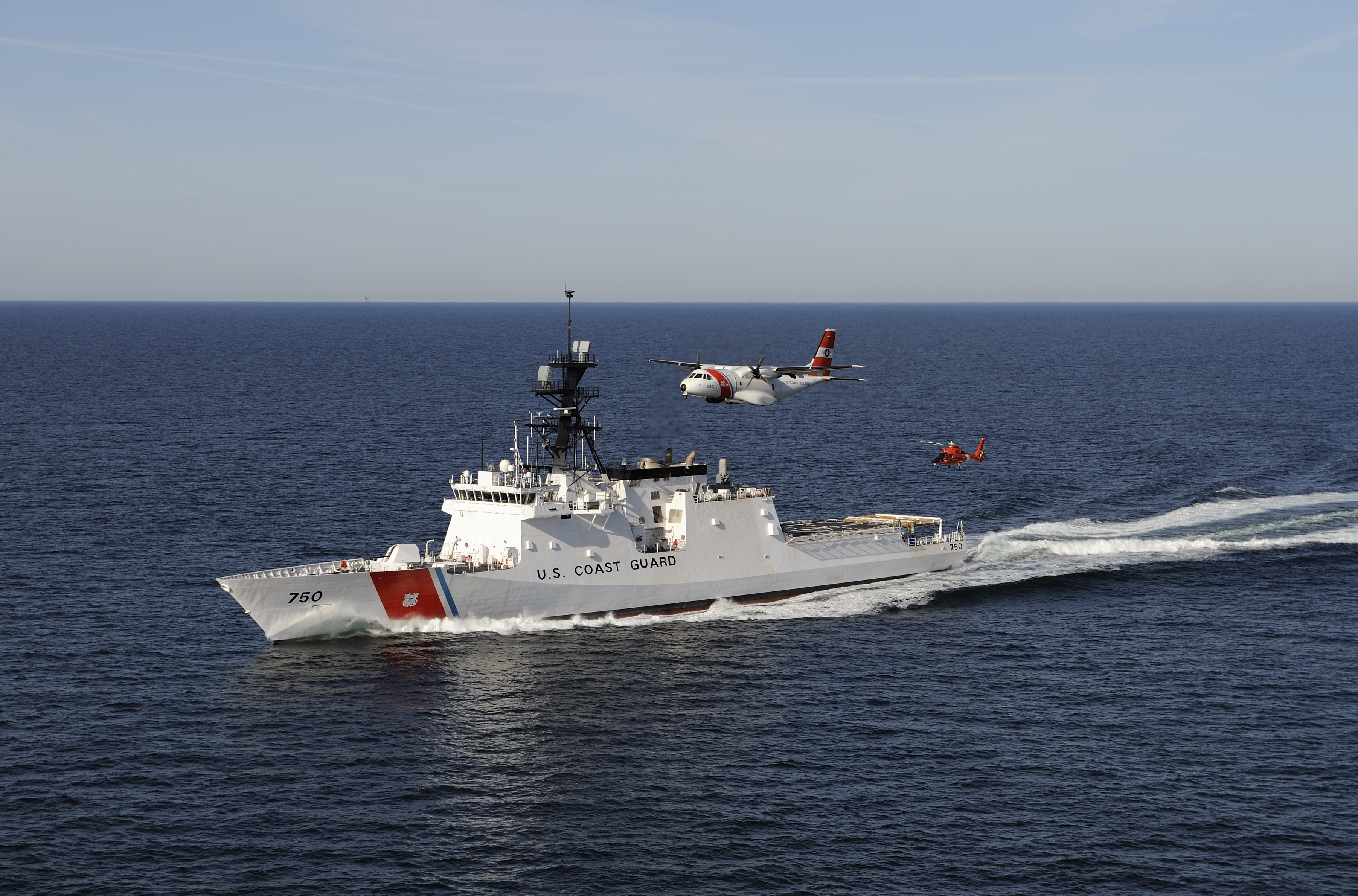
یک قایق گارد ساحلی ایالات متحده به همراه یکی از هواپیماهای گشت دریایی این نیرو و یک هلیکوپتر

گشت دریایی یا شناسایی دریایی وظیفه نظارت بر مناطق آبی است. این کار معمولاً توسط نظامی و انتظامی انجام می‌شود و معمولاً هدف آن شناسایی فعالیت‌های انسانی است.
گشت دریایی دریایی به گشت‌زنی فعال، در مقابل سیستم‌های نظارت غیرفعال مانند تجهیزات تشخیص صدا یا دیده‌بان‌های زمینی یک منطقه اشاره دارد. یک گشت شامل یک کشتی، زیردریایی، هواپیما یا ماهواره است که منطقه گشت‌زنی شده را بررسی کرده و به دنبال فعالیت‌هایی برای شناسایی و گزارش می‌گردد. گشت دریایی دریایی در شرایط جنگی برای نیروهای دریایی به منظور شناسایی نیروهای دشمن برای درگیری یا دفاع حیاتی است. گشت‌های زمان صلح برای مداخله در فعالیت‌های جنایی و اطمینان از استفاده قانونی از آب‌ها اهمیت دارند.
گشت‌های دریایی می‌توانند توسط کشتی‌های سطحی و زیردریایی‌ها، هواپیما (مانند هواگرد گشت دریایی) و سایر وسایل هوایی و حتی توسط ماهواره‌ها انجام شوند. شناسایی انسانی همچنان بخش مهمی از تشخیص فعالیت‌ها باقی مانده است، اما به‌طور فزاینده‌ای سیستم‌های الکترونیکی مورد استفاده قرار می‌گیرند.

## انواع
- نظامی: نیروهای دریایی و هوایی از گشت‌ها برای مکان‌یابی و شناسایی کشتی‌ها و زیردریایی‌های دشمن یا دشمن بالقوه استفاده می‌کنند. گشت‌ها این یافته‌ها را به شناورهای رزمی گزارش می‌دهند که می‌توانند اقدامات مناسب را انجام دهند. ویژگی‌هایی که باید شناسایی شوند، تعداد و نوع شناورها و همچنین اطلاعات جهت و سرعت برای کمک به ردیابی واحدها است. گشت‌های ضد زیردریایی اغلب از سونوبوی یا سایر وسایل برای کمک به ردیابی استفاده می‌کنند. در زمان صلح، گشت‌ها توسط نیروهای نظامی برای تمرین و جلوگیری از استقرار غافلگیرانه دشمنان انجام می‌شود.
- اجرای قانون: کشورهایی که دارای خطوط ساحلی گسترده هستند، در برابر افرادی که بدون شناسایی وارد یا از کشور خارج می‌شوند، آسیب‌پذیر هستند. به‌طور خاص، قاچاق اغلب از طریق آب انجام می‌شود. سازمان‌های اجرای قانون اغلب از گشت‌های دریایی برای کمک به جلوگیری از چنین فعالیت‌هایی استفاده می‌کنند.
- اقتصادی: مناطق آبی، به ویژه مناطق نزدیک به ساحل، حوزه‌های فعالیت اقتصادی هستند. نه تنها کشتیرانی، بلکه ماهیگیری و حتی گردشگری نیز از فعالیت‌های اقتصادی مهم کشورهای ساحلی هستند. گشت‌زنی در این آب‌ها بر عهده گشت‌های دریایی است. چنین گشت‌هایی ممکن است کشتی‌های ماهیگیری را که خارج از مناطق ماهیگیری تعیین‌شده هستند (اغلب از ناوگان کشورهای همسایه) یا از مقررات پیروی نمی‌کنند، جستجو کنند. علاوه بر این، گشت‌ها ممکن است با نظارت بر ترافیک کشتی‌های تجاری در آب‌های کنترل‌شده به سازمان‌های گمرکی کمک کنند.
- دفاع ساحلی: دفاع ساحلی تهدیدات مناطق ساحلی را شناسایی و خنثی می‌کند. این امر ممکن است شامل جلوگیری از نفوذ یا جلوگیری از نظارت دشمن بر تأسیسات ساحلی باشد. گشت‌های انتظامی با هدف جلوگیری از رسیدن مجرمان به خط ساحلی انجام می‌شوند.
- نجات: اگرچه لزوماً مأموریت اصلی گشت‌های دریایی نیست، اما اغلب برای کمک به عملیات نجات دریایی، هم برای جستجو و هم برای بیرون کشیدن بازماندگان، مورد استفاده قرار می‌گیرند.